# NGC 7760
إن جي سي 7760 التي يرمز لها بالرمز 2MASX J23491191+3058590، هي مجرة، في كوكبة الفرس الأعظم.

## الاكتشاف
اكتشفت في 9 أكتوبر 1790، بواسطة ويليام هيرشل.